# هيلين دورهام
هيلين دورهام (بالإنجليزية: Helen Durham)‏ هي محامية أسترالية، ولدت في 1968 في جبل إيسا في أستراليا.